# 77 Virginis
77 Virginis är en gulvit underjätte i Jungfruns stjärnbild.
Stjärnan har visuell magnitud +7,02 och kräver fältkikare för att kunna observeras. Den befinner sig på ett avstånd av ungefär 260 ljusår.